# 綺和美
綺和美（きわび）は、スリーエム株式会社が、2012年に設立し、展開する化粧品及びヘアケアのブランド、商標である。

## 概要・歴史
- 2012年、世界を舞台に活動する実力派の国際アントレプレナー田村尚久がアメリカの日本人カラーリストカズミ・モートン(Kazumi Morton)をプロデューサーに起用し、ヘアケアーブランド綺和美をLAに創設。[1]
- 2014年3月、ROOT VANISH白髪隠し、ROOT VANISH 白髪染めカラートリートメントがモンドセレクションを金賞受賞[2]

現在は、世界の有名デパートで取扱い中、アメリカ、イギリス、日本、カナダ、フランス、ドイツなど15ヶ国にて販売されている。

## 商品ラインナップ
- ROOT VANISH白髪隠し—ポンプ式ブラシで染料が補充可能。生え際や分け目の白髪部分に塗って使用をする筆タイプの白髪隠し。2013年10月発売。
- ROOT VANISHカラートリートメント-白髪用ヘアカラートリートメント。2014年6月発売。
- ROOT VANISH 白髪隠し　カラーリングブラシ　３色（ブラック、ダークブラウン、ライトブラウン）
- ROOT VANISH 白髪染め　カラートリートメント３色（ブラック、ダークブラウン、ライトブラウン）

## 本社・事業所

### 東京オフィス
〒100-6208 東京都千代田区丸の内1-11-1　パシフィックセンチュリー８F

### アメリカオフィス
9663 SantaMonica Suite 4006　Beverly Hills, CA 90210

### イギリスオフィス
22 Hanover Square　London, W1S 1JP

## 関連人物
- カズミ・モートン
- 田村尚久